# نوريكو شيتايا
نوريكو شيتايا (下屋則子 شيتايا نوريكو) هي مؤدية أصوات يابانية ولدت في 22 أبريل 1982 في محافظة تشيبا. وهي معروفة بدورها لشخصية ماتو ساكورا في سلسلة فيت/ستاي نايت.

## أدوارها في الأنمي

### مسلسلات أنمي تلفزيونية
- بليتش - أورورو تسوموغيا
- فيت/ستاي نايت - ساكورا ماتو
- فيت/ستاي نايت: Unlimited Blade Works - ساكورا ماتو
- فيت/زيرو - ساكورا ماتو
- تنجن توبا جورين لاجان - ماوشا
- إنفينيت ستراتوس - مايا يامادا
- هل هذا زومبي؟ - كيوكو
- هل هذا زومبي؟ أوف ذا ديد - كيوكو
- غوسيك - أفريل برادلي
- كوروكامي - كورو
- لاينباريل الحديدي - ريساكو نياما
- بوسو رينكين - ساوري كاواي
- تسوباسا كرونيكل - كوتوكو
- إير جير - آنسة تون-تشان
- دي جرايمان - جوزول (أيام الطفولة)
- كروس جيم - موميجي تسوكيشيما
- المتحري الروحي ياكومو - كيكو ماميا
- ناروتو - مويغي
- ناروتو شيبودن - مويغي
- بوروتو: ناروتو نكست جينيريشنز - مويغي كازاماتسوري
- بوكيمون إكس/واي - فيولا، جين
- عشيقة (مؤقتة) - ريمي تاماي
- تيلز أوف زيستيريا ذا كروس - لايلا

### أنمي الإنترنت
- وجبة الغداء في منزل إميا - ساكورا ماتو

### أفلام أنمي
- فيت/ستاي نايت: Unlimited Blade Works - ساكورا ماتو
- سلسلة أفلام فيت/ستاي نايت Heaven's Feel
  - فيت/ستاي نايت Heaven's Feel: الفصل الأول: presage flower - ساكورا ماتو
- فيلم بليتش: فيد تو بلاك, أنادي اسمك - أورورو تسوموغيا

## أدوارها في ألعاب الفيديو
- فاينل فانتسي IV DS - ريديا
- عشيقة (مؤقتة) - ريمي تاماي

## وصلات خارجية
- نوريكو شيتايا على موقع IMDb (الإنجليزية)
- نوريكو شيتايا على موقع ألو سيني (الفرنسية)
- نوريكو شيتايا على موقع ميوزك برينز (الإنجليزية)
- نوريكو شيتايا على موقع قاعدة بيانات الفيلم (الإنجليزية)
- نوريكو شيتايا على موقع كينوبويسك (الروسية)
- نوريكو شيتايا على موقع ANN person (الإنجليزية)